# 北角 (南喬治亞群島)
北角（英語：Cape North），是南極洲的海岬，位於南喬治亞群島，在1775年由詹姆斯·庫克率領的英國探險隊繪入地圖，該海岬現時由英國海外領土管轄。